# اولد اسپرینگ هیل (آلاباما)
اولد اسپرینگ هیل (به انگلیسی: Old Spring Hill) یک منطقهٔ مسکونی در ایالات متحده آمریکا است که در شهرستان مرنگو، آلاباما واقع شده‌است. اولد اسپرینگ هیل ۹۶٫۰۱ متر بالاتر از سطح دریا واقع شده‌است.